# Fabíola Molina
Fabíola Molina (São José dos Campos, 22 de mayo de 1975) es una destacada deportista brasileña de la especialidad de Natación que fue campeona suramericana en Medellín 2010.

## Trayectoria
La trayectoria deportiva de Fabiola Molina se identifica por su participación en los siguientes eventos nacionales e internacionales:

### Juegos Suramericanos
Fue reconocido su triunfo de ser la undécima deportista con el mayor número de medallas de la selección de  Brasil en los juegos de Medellín 2010.

#### Juegos Suramericanos de Medellín 2010
Su desempeño en la novena edición de los juegos, se identificó por ser la trigésima sexta deportista con el mayor número de medallas entre todos los participantes del evento, con un total de 3 medallas:

- , Medalla de oro: Natación Espalda 50 m Mujeres
- , Medalla de oro: Natación Espalda 100 m Mujeres
- , Medalla de oro: Natación Relevo 4 × 100 m Nado Combinado Mujeres